# Pueblo toba
Los tobas, también conocidos como qom, son una etnia del grupo pámpido que habita en el Chaco Central. Hacia el siglo XVI comenzaron a habitar gran parte del norte de Argentina por las actuales provincias de Salta, Chaco, Santiago del Estero, Formosa y en la provincia de Gran Chaco en el sudeste del departamento de Tarija en Bolivia (país que habitaron hasta principios del siglo XXI). Contemporáneamente muchos, perseguidos por la miseria en sus zonas rurales ancestrales se encuentran en los suburbios de ciudades como San Ramón de la Nueva Orán, Tartagal, Resistencia, Charata, Formosa, Rosario, Santa Fe y del Gran Buenos Aires.
Se les considera una de las más importantes etnias del grupo de los guaicurúes, voz de tono insultante que dieron los guaraníes a sus principales oponentes en el Gran Chaco.
Su idioma se denomina qom l'aqtac y desde los puntos de vista lingüístico se le suele incluir dentro del grupo de «idiomas guaicurúes», que muchos autores consideran forman junto con los idiomas matacoanos la familia lingüística mataco-guaicurú.

## Etnónimo
El término «toba» deriva del guaraní tová que significa «frentón», el mismo fue adoptado por los chiriguanos para referirse a un grupo de guaicurúes que habitaban en el Chaco Central y el Chaco Austral. Se cree que se debe a la costumbre, ya abandonada, de raparse la parte frontal del cabello; aunque para el lingüista Clemente Balmori hacía referencia a la costumbre de depilarse las cejas.  Este término tenía, inicialmente, carácter peyorativo.
El término qom agrupa, además de los tobas, a otros guaicurúes australes, como los pilagá y los mocovíes, pero excluye a los guaicurúes boreales. El autoglotónimo es qom, que en lengua toba significa «persona» o «gente» y hace referencia al pueblo en su conjunto. Con el tiempo, el término «toba» comenzó a ser utilizado por los propios indígenas, aunque, en períodos de guerra interétnica se utilizaba qom como una forma de distinguirse de otros pueblos guaicurúes. En los tiempos modernos, qom resurgió durante una etapa de conflicto social con las autoridades argentinas a principios del siglo XX, como una forma de distinción entre indígenas y no indígenas (a los que denominan rocshe).
Un término, hoy en desuso, que se utilizó para designar a los integrantes de esta etnia que vivían en la región más oriental es natisas, naticas o natijas, que deriva de notoqoit (toq significa "colorado") y se interpreta como «hombres colorados». No se conoce con exactitud el motivo de esta designación, pero se cree que puede hacer referencia a que vivían sobre el río Bermejo (nombrado por el color bermejo de sus aguas) o por la costumbre de pintarse el rostro de este color. Aunque el uso del término toba fue general entre los españoles desde que tomaron contacto con este pueblo, la designación no se extendió a los tobas orientales hasta mediados del siglo XVIII.
En las estadísticas oficiales, el término preferido por las autoridades de Argentina y Paraguay es «toba». Entre los hablantes de la lengua toba, su pueblo se denomina nom qom («nuestra gente»). En Paraguay también se los solía denominar emok, término en idioma enlhet, que significa «prójimo» o «paisano».

## Fisiotipo
Los fisiotipos más originarios suelen tener cabellera negra y dermis atezada con los ojos ligeramente bridados, siendo su rostro de un perfil bastante ortognato. Como la mayoría de los pámpidos, los qom, cuando están bien nutridos desde la infancia y especialmente en la pubertad, tienen estaturas elevadas, siendo al mismo tiempo que musculosos bastante esbeltos y suelen ser dolicocéfalos. El boxeador argentino de ascendencia mocoví varias veces campeón del mundo en su categoría, Carlos Monzón, puede presentarse como un ejemplo de tal fisiotipo.

## Vestimenta tradicional

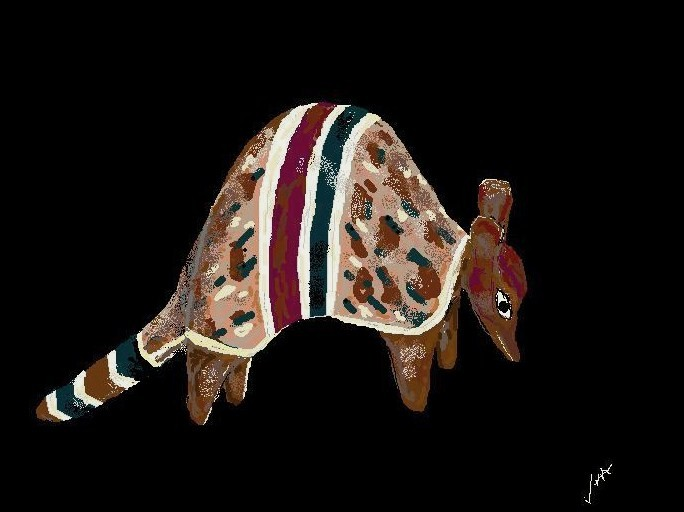
Arte qom: escultura en terracota (de 12 cm de long. 9 cm de alt. y 8 cm de ancho) que representa artísticamente a un tatú carreta.

La cultura de los qom era funcional a sus costumbres y tradiciones: vivían en habitaciones de leños recubiertas de paja, habitáculos que solían medir unos dos metros de diámetro. Fabricaban objetos de cerámica, cestería y tejidos con finalidad principalmente utilitaria.
Durante los meses cálidos casi no usaban vestimenta a excepción de simples taparrabos. En los períodos frescos usaban ropas más complejas y en ocasión de sus celebraciones rituales se adornaban. De este modo poseían un vestido llamado poto, confeccionado con fibras de caraguatá (Aechmea distichantha), cuero y, tras la invasión española, algodón.
También durante los períodos fríos llegaban a abrigarse con ponchos. Los varones adultos adornaban sus cabezas con el opaga, especie de tocado realizado con plumas y cuerdas de caraguatá. Mujeres y varones se adornaban con onguaghachik, es decir, con pulseras, que originalmente se confeccionaban usando dientes y uñas de animales, semillas, plumas, valvas o conchas y cócleas o caracoles (al parecer para obtener algunos de estos elementos practicaban comercio de trueque con otras etnias). De confección semejante a estas pulseras eran los colaq o collares. En cuanto a los nallaghachik, estos eran adornos eminentemente festivos, muy coloridos, compuestos con plumas, flores y hojas.

## Historia

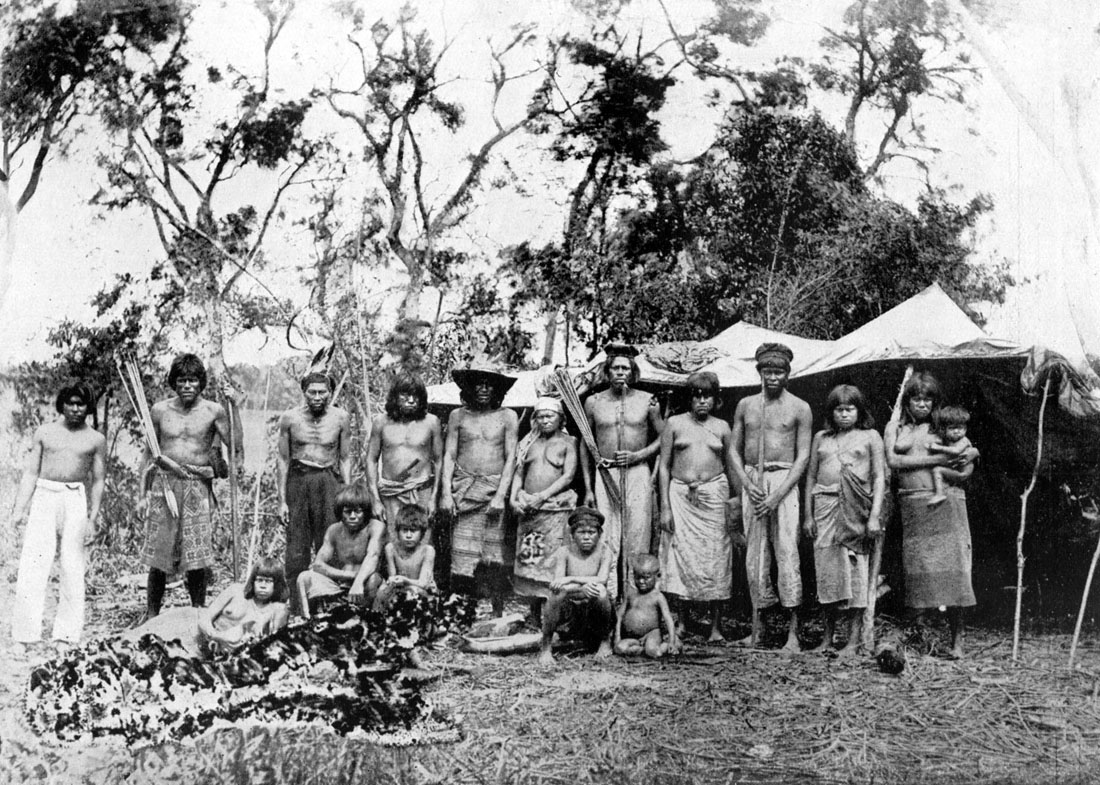
Pequeña tribu qom, delante de sus toldos, cerca del río Pilcomayo (en 1892).

A la llegada de los españoles en el siglo XVII los qom habitaban principalmente las regiones del Chaco actualmente salteño y tarijeño y desde allí se extendían (imbrincándose con otras etnias) a lo largo del río Bermejo y en menor medida del río Pilcomayo. El mayor crecimiento demográfico de los wichís hizo que estos ejercieran mayor presión demográfica para obligarlos a un desplazamiento hacia el este, territorios en los que hoy mayoritariamente habitan.
Como el general de los guaicurúes los qom se organizaban en bandas compuestas por varias familias, que tejían relaciones con otras bandas. Los grupos tobas principales fueron sheu’l’ec (habitante del norte o sheu), dapigueml’ec (habitantes del oeste o dapiguem, del cielo o de arriba), l’añagashec (habitantes de la tierra firme, del sureste o l’añaga), tacshic (habitantes del este o tagueñi) y los qollaxal’ec (habitantes del sur o qollaxa).
La presencia de los españoles significó una gran revolución para ellos, por una parte se encontraron con un nuevo y poderoso enemigo, por el otro los españoles involuntariamente hicieron un gran aporte a su cultura: en el siglo XVII los qom comenzaron a utilizar el caballo y pronto devinieron en un poderoso complejo ecuestre en el centro y sur del Gran Chaco (Chaco Gualamba). Se volvieron hábiles jinetes pese a que su territorio estaba en gran parte cubierto de bosques y selvas (al andar a caballo bajo los árboles solían llevar sobre sus cabezas un cuero hábilmente sujetado a su cuerpo, para prevenirse de las espinas de los árboles y de los ataques de los pumas y jaguares que sorpresivamente les podían saltar desde las ramas). Enemigos del estado paraguayo en los plenilunios del siglo XIX los qom y otros guaicurúes vecinos solían atravesar el río Paraguay a caballo para efectuar malones. Con la adopción de la equitación pudieron extender sus correrías, transformándose en la etnia dominante del Chaco Central. También el dominio del caballo les permitió avanzar hacia el Chaco Austral e incluso realizar incursiones relámpago en las zonas correspondientes al noroeste de la región pampeana. Desde sus caballos, armados con arco y flecha cazaban no solo animales autóctonos sino el ganado vacuno de origen europeo.
Los qom resultaron ser una de las etnias que mayor resistencia opusieron al intento de transculturación y usurpación del hombre blanco en la región chaqueña, llegando en 1858 a amenazar la ciudad de Santa Fe, pero desde 1880 no pudieron afrontar las campañas del Ejército Argentino que los arrinconó en el Chaco Impenetrable.
En 1901 el gobierno de Julio Argentino Roca acordó con la Orden Franciscana del convento de San Carlos Borromeo de San Lorenzo (Santa Fe) la fundación de dos reducciones indígenas en el Territorio Nacional de Formosa. La misión de San Francisco Solano de Tacaaglé fue iniciada por el franciscano Terencio Marcucci el 21 de marzo de 1901 con 150 tobas y pilagás mayormente provenientes del Chaco Boreal paraguayo. Ocupaba un terreno de 20 000 hectáreas cerca del río Pilcomayo, dentro el cual fue trasladada varias veces. La otra reducción fue la de San Francisco de Laishí, fundada con tobas el 25 de marzo de 1901 en el sureste de Formosa por los padres Serafín Iturralde y Ghio. Ocupaba un terreno de 74 000 hectáreas en las que había un ingenio azucarero que funcionó hasta 1946. Al provincializarse Formosa en 1955 las dos misiones pasaron al control civil derivando en los pueblos Misión Tacaaglé y San Francisco de Laishí.
Los pueblos originarios del Gran Chaco, se mantuvieron por lo general independientes hasta muy avanzado el siglo XIX. La conquista del territorio y el sometimiento de sus gentes durante la Conquista del Chaco diezmó su población. En la segunda mitad del siglo XX, cuando dejaron de servir como mano de obra agraria, se produjo la expulsión masiva. La primera conquista sobre los territorios comenzó en 1884 y se la recuerda como la Conquista del Gran Chaco, uno de los principales protagonistas fue el general Victorica, los qom quedaron marginados en las zonas más pobres y al ser reducidos sus territorios, la supervivencia les resultó cada vez más difícil. En 1924 cuando el gobierno de Marcelo Torcuato de Alvear quiso ampliar su área de cultivo, dando tierras a los extranjeros y criollos y concentrarlos en reservas se produjo la última resistencia bélica de los qom en la Colonia Aborigen Napalpí en la provincia del Chaco, en donde 200 de ellos fueron masacrados en el hecho conocido como la Masacre de Napalpí. Muchos fueron obligados a trabajar en las plantaciones de algodón o como hacheros en los obrajes.En la matanza fueron muertos 200 indígenas de las etnias qom y también mocoví a manos de la policía chaqueña y grupos de estancieros, el 19 de julio de 1924 durante la presidencia de Marcelo Torcuato de Alvear.
En 1954 el entonces, Gobierno Nacional reconoció la masacre perpetrada durante el gobierno de Alvear y reconoció los derechos de los pueblos originarios sobre sus territorios ocupados, otorgándoles la propiedad comunitaria de aquellos. Se les entregó, a las etnias, más de 300.000 hectáreas de la provincia de Formosa, otorgadas por el entonces gobernador del Territorio nacional de Formosa Arturo Iglesias Paiz y el presidente J Domingo Perón. Sin embargo tras el golpe de Estado de 1955 la entrega fue revocada y las tierras subastadas, quedando varias de ellas en manos de allegados al gobernador de facto Carlos García Cuervas.

## Religión
Por su sistema de creencias se les ha encasillado de animistas y chamanistas; poseían un culto a los seres de la naturaleza y la creencia en una divinidad máxima. Desde él se mantienen aún por transmisión oral resistente, este sistema religioso aunque muchos han adoptado a su modo el cristianismo, en particular el llamado pentecostal ya que sus chamanes en muchos casos se convirtieron en pastores protestantes. En todo caso aún hoy gran parte de la población qom acude a sus chamanes o pio'oxonak que son terapeutas o sanadores.
Antes de su aceptación del cristianismo era frecuente entre ellos el infanticidio de los recién nacidos, costumbre que se debía a la escasez de recursos alimentarios que solían sufrir. Por contrapartida, los hijos que sobrevivían eran tratados con especial dedicación y afecto paterno o materno

## Alimentación y cultivos
Hasta el siglo XIX eran un pueblo predominantemente cazador-recolector seminómade que marchaba en dos de sus recursos alimenticios y existía entre ellos una fuerte división de género en el trabajo: los varones desde muy temprana edad se dedicaban a la caza y a la pesca y las mujeres a la recolección y a una incipiente agricultura hortícola en gran medida influida por aportes ándidos y amazónidos. De este modo, en pequeñas y medianas parcelas cultivaban nachitek (zapallos), oltañi (maíz), avagha (porotos), batatas, mandiocas, etc. Sin embargo tales cultivos eran solo complementarios para su dieta y no llegaban a tener excedentes como para la acumulación de alimentos de origen agrícola. Existe una explicación ecológica para este aparente atraso: el clima y la edafología de su territorio no permitían suficientes rindes para sus producciones agrícolas, mientras que el territorio chaqueño en estado salvaje les resultaba una gran fuente de recursos alimenticios, en especial de proteínas de primera calidad. Los qom cazaban principalmente tapires, pecaríes, ciervos, guanacos y gran cantidad de aves. Como complemento solían recolectar miel y gran cantidad de frutos, frutas del bosque y raíces silvestres.
Cultivan en pequeñas y medianas parcelas o son peones temporarios para faenas rurales (hacheros, cosechadores de algodón, etc.), como incipiente cultivadores su agricultura es aun de subsistencia predominando en sus huertas los cultivos de zapallos, mandioca y batatas; otra forma en que obtienen recursos es en la elaboración de interesantes artesanías de cerámica, guayacán o fibras textiles (como la ya mencionada caraguatá). Sin embargo muchos de ellos, desde la segunda mitad del siglo XX se han visto forzados a migrar a las ciudades (Roque Sáenz Peña, Resistencia, Gran Santa Fe, Gran Rosario, Gran Buenos Aires y Gran La Plata) a consecuencia del desmonte y de la introducción del cultivo de la soja. En tales núcleos urbanos, casi en su totalidad viven en las zonas económicamente más deprimidas.
Un grupo de investigadores de la Facultad de Agronomía de la UBA (FAUBA) junto con miembros de la comunidad Qom La Primavera están trabajando para reinsertar unas sesenta razas autóctonas de maíces que no se están sembrando masivamente, según el mismo Julián Hernández: "El objetivo es reintroducir maíces nativos adaptados a las condiciones ambientales del NEA, que aporten a la disponibilidad de alimentos y a la mejora de los ingresos económicos de un pueblo originario de la región". Hernández ha estudiado por treinta y cinco años estas variedades de maíz, y será el director de la iniciativa junto a un equipo de agrónomos, antropólogos y biólogos de la Universidad de Buenos Aires.

## Situación actual
En 2006 las principales agrupaciones de este pueblo se encuentran en el oeste de la provincia de Formosa, el centro y este de la provincia del Chaco y el norte de la provincia de Santa Fe (en Argentina) y en el Chaco Boreal (en Paraguay). En Argentina son unos 69 462 (59 800 hablantes del idioma) y 700 en Paraguay. En el oeste de la provincia de Formosa se han mixogenizado con los pilagás, siendo denominados toba-pilagás.
Existe una intensa migración interna hacia el Gran Rosario, agrupándose allí especialmente en el barrio Toba; y hacia el noreste de la provincia de Santiago del Estero. Otro asentamiento se encuentra en el partido de La Plata, en la provincia de Buenos Aires.
La Encuesta Complementaria de Pueblos Indígenas (ECPI) 2004-2005, complementaria del Censo Nacional de Población, Hogares y Viviendas 2001 de Argentina, dio como resultado que se reconocieron y/o descienden en primera generación del pueblo toba 69 452 personas en Argentina, de las cuales 47 591 vivían en las provincias de Chaco, Formosa y Santa Fe; 14 466 en la Ciudad de Buenos Aires y 24 partidos del Gran Buenos Aires; y 7395 en el resto del país.
Existen algunos indicios positivos, como el hecho de que se les donaran 1000 hectáreas de tierra y que se les hayan podido construido casas nuevas para muchas personas provistas de agua potable, nuevas escuela bilingües donde los niños aprenden su historia ancestral e instrucción sobre sus tradiciones culinarias. Además se han construido dos nuevos hospitales en la comunidad qom de Formosa. Entre ellos el de Laguna Blanca, a 15 kilómetros de la frontera con el Paraguay, a más de 200 kilómetros de la capital de Formosa, y el Hospital El Espinillo.
El Censo Nacional de Población de 2010 en Argentina reveló la existencia de 126 967 personas que se autorreconocieron como tobas en todo el país, 35 544 de los cuales en el Gran Buenos Aires, 30 766 en la provincia del Chaco, 14 089 en la de Santa Fe, 13 475 en el interior de la provincia de Buenos Aires, 12 246 en la de Formosa, 4117 en la de Córdoba, 3845 en la Ciudad de Buenos Aires, 3427 en la provincia de Salta, 1630 en la de Entre Ríos, 947 en la de Santiago del Estero, 928 en la de Mendoza, 927 en la de Tucumán, 905 en la de Corrientes, 681 en la del Chubut, 419 en la de San Juan, 415 en la de San Luis, 384 en la de Río Negro, 326 en la de Misiones, 273 en la de Catamarca, 221 en la de Tierra del Fuego, 210 en la de La Rioja, 209 en la del Neuquén, 189 en la de La Pampa y 157 en la de Santa Cruz.
Los que se mantienen en sus territorios ancestrales viven generalmente constituyendo comunidades rurales regidas por comisiones vecinales, asociaciones comunitarias o con líderes (o «caciques»)
El Centro de Atención Primaria de la Salud Nam Qom está ubicado sobre la ruta Nacional No 11 de la ciudad de Formosa.
Durante la gobernación de Roy Nikisch la situación de los Qom en la provincia de Chaco fue calificada como "un verdadero desastre humanitario" y de "genocidio", con decenas de casos de indígenas que fallecieron a causa de falta de alimentación.  El obispo de Resistencia, capital de Chaco, llegó a pedir la intervención por parte del gobernador cuando diez indígenas fallecieron a causa de falta de alimentación. En 2015 falleció Néstor Femenia. La situación económica actual de la mayor parte de los toba es económicamente precaria. Aun en el siglo XXI se ha registrado privación de asistencia médica adecuada, etc., como la muerte por desnutrición y tuberculosis. durante 2016, agravada para los niños en estado de abandono ya que durante 2016 se duplicaron los casos con problemas en la alimentación básica de los infantes en las zonas de los qom y wichís del Impenetrable chaqueño que terminan en el Hospital de la ciudad de Castelli como última parada, y wichís del Chaco salteño que llegan al Hospital de Tartagal en extrema situación de abandono.

### Idioma
Según la Encuesta Complementaria de Pueblos Indígenas, realizada en Argentina entre 2004 y 2005, un 4% de los tobas de la provincia de Buenos Aires declaró tener al toba como lengua materna, mientras que esta cifra se extiende al 65% en las provincias de Chaco, Formosa y Santa Fe. Sin embargo, este dato está considerado controvertido y polémico, debido a que no tuvo en cuenta el bilingüismo y que la lengua en se dijeron las primeras palabras se computaran como «lengua materna», independientemente de las competencias comunicativas en la misma.
En las comunidades rurales, el monolingüismo se reduce casi en su totalidad a ancianos y niños menores de 5 años. Entre los adultos hay personas monolingües de español, bilingües (adquirido ambas lenguas en la infancia) y personas que han aprendido el español luego de los quince años. En este último grupo, para fines estadísticos se considera que el idioma materno es el toba y el español una segunda lengua. En las zonas urbanas se registran tanto bilingües como monolingües de español. Entre los hablantes de español predomina el dialecto del nordeste.

### Educación
La educación bilingüe en lenguas nativas está garantizada en Argentina a través de la Ley Nacional Nº23302 (1985) sobre Política Indígena y Apoyo a las Comunidades Aborígenes y su Decreto Reglamentario N°155 (1989). En el caso particular del toba, la educación bilingüe está reglamentada en las provincias de Chaco (desde 1987) y Buenos Aires (desde 2007). Sin embargo, solo el 29% de los tobas de Chaco y el 1% de los de Buenos Aires asisten a este tipo de colegios, siendo un 22% del total de niños tobas del país.
Según la Encuesta Complementaria de Pueblos Indígenas (2004-2005), un 14% de los encuestados nunca asistió al colegio, el 37% declaró tener educación primaria incompleta y solo el 8% finalizó el secundario. Sin embargo, este dato excluye a las personas con educación terciaria, ya que ellos participaron realizando la encuesta y no debían completarla. Según datos del censo argentino de 2010, el 3,7% de los tobas es analfabeto, lo que representa una notable mejora comparado con los datos del censo de 2001, que registró un 6%. Esto se debe a las campañas de escolarización que redujeron la tasa de analfabetismo infantil (1,6% para los menores de 18 años), la cual es notablemente alta entre la población anciana.

## Presencia en la cultura

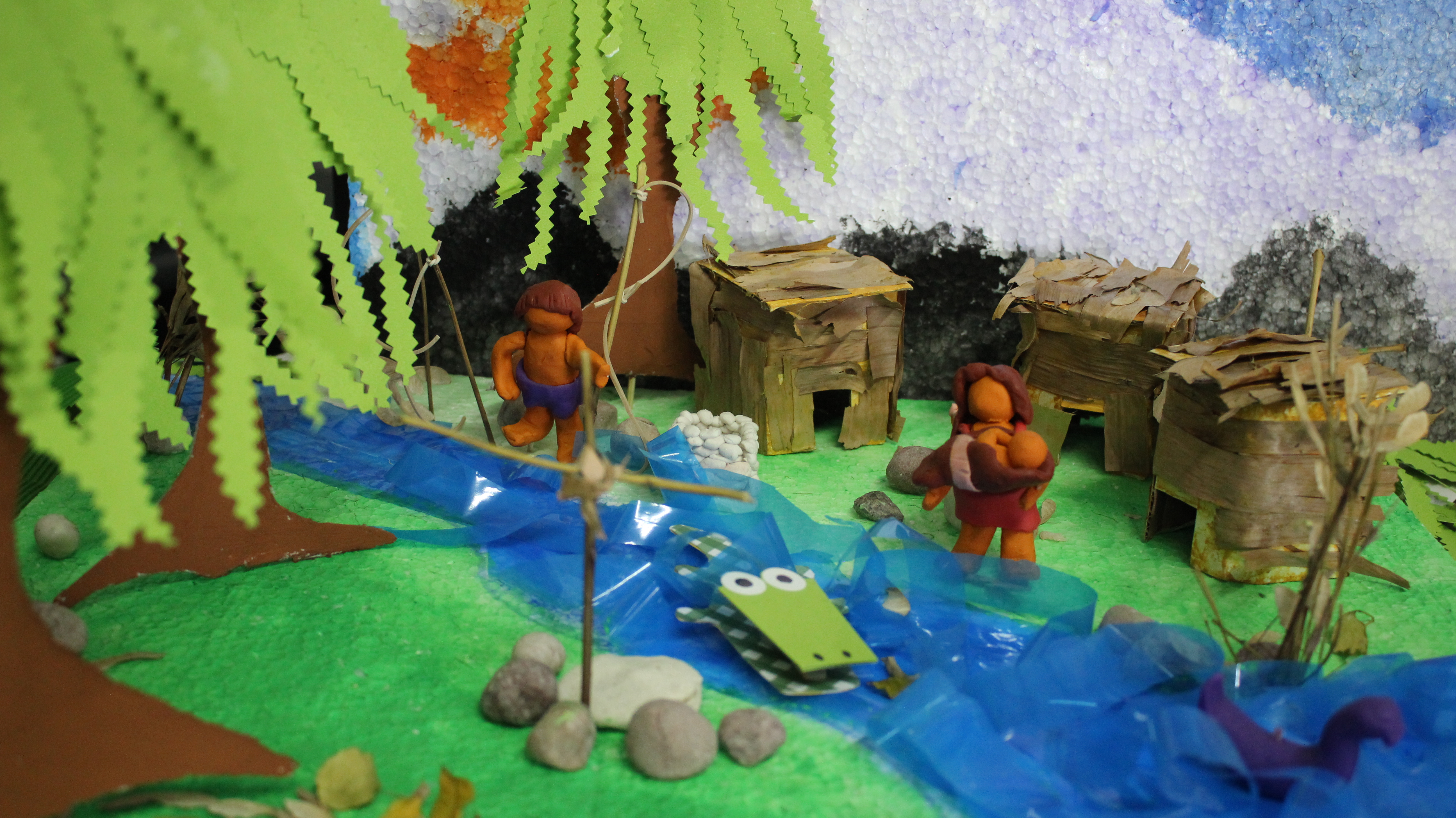
Maqueta Atardecer en El Impenetrable.

Muchas obras de autores y compositores argentinos tienen como temática al pueblo qom. Una de ellas es "Antiguo dueño de las flechas" (música y canción frecuentemente más conocida con el nombre de su oración principal: «Indio toba» ), canción cuya letra pertenece al historiador y poeta Félix Luna, y su música al pianista y compositor santafesino Ariel Ramírez. Fue inscripta en SADAIC en el año 1974, y tuvo como versión más popular la de la cantante argentina Mercedes Sosa. El dúo Tonolec interpreta canciones en lengua originaria de los qom fusionándolas con ritmos electrónicos. El cacique Félix Díaz llegó a cantar junto a Gustavo Cordera en el acampe. La figura qom más reconocida es la cantante Charo Bogarín, del grupo Tonolec.[cita requerida]

### Carnaval de Oruro
Durante el carnaval de Oruro se practica una danza folclórica denominada tobas, que es una representación idealizada e imaginaria de la cultura de este pueblo desde el punto de vista aimara. Varias de sus características principales, como el uso extensivo de plumas, fueron tomados de la cultura tacana. Debido al sincretismo y a los cambios que sufrió con el paso del tiempo, su estilo no es identificable con ninguna cultura en particular. En 2014 fue declarada Patrimonio Cultural e Inmaterial de Bolivia.

## Comunidades

### Argentina
Desde 1995 el Instituto Nacional de Asuntos Indígenas (INAI) comenzó a reconocer personería jurídica mediante inscripción en el Registro Nacional de Comunidades Indígenas (Renaci) a comunidades indígenas de Argentina, entre ellas a comunidades tobas o qom:

Provincia de Buenos Aires
Comunidad Indígena Daviaxaiqui (partido de Morón, el 27 de septiembre de 1995), Comunidad Indígena 19 de Abril (partido de Marcos Paz, el 23 de mayo de 1996), Comunidad Indígena Yecthakay (partido de Tigre, el 15 de septiembre de 1999), Comunidad Aborigen Toba Migtagan (partido de Almirante Brown, el 20 de diciembre de 2000), Comunidad Dapiguen Le´Ecpi´ -Los nativos del Norte Argentino- (partido de Quilmes, el 8 de junio de 2001), Comunidad Raíces Tobas (partido de La Plata, el 9 de octubre de 2002), Comunidad Aborigen Toba Yapé partido de Quilmes, el 7 de enero de 2004), Comunidad de los Pueblos Originarios (partido de Berazategui, el 16 de abril de 2004), Comunidad Laphole (partido de San Nicolás, el 1 de noviembre de 2005), Comunidad Nam Qom (partido de La Plata, el 7 de abril de 2011).

Provincia del Chaco
Comunidad Indígena Makallé (el 28 de noviembre de 1995), Comunidad Indígena Cacique Moreno (el 30 de junio de 1995), Comunidad Indígena Villa Teresita   		(el 30 de junio de 1995), Comunidad Indígena El Pindo (el 30 de junio de 1995), Comunidad Indígena Cincuenta Viviendas (el 28 de noviembre de 1995), Comunidad Indígena La Isla Delek (el 30 de junio de 1995), Comunidad Indígena Laguna Pato -Lapel Huotaxañilay- (el 30 de junio de 1995), Comunidad Indígena Paraje Maipú (el 30 de junio de 1995), Comunidad Indígena Rancho Viejo -Payrore- (el 30 de junio de 1995), Comunidad Indígena Rincón del Zorro (el 30 de junio de 1995), Comunidad Indígena Villa Margarita (el 30 de junio de 1995), Comunidad Indígena Yatay (el 30 de junio de 1995), Comunidad Indígena Colonia 7 Árboles (el 12 de agosto de 1996), Comunidad Indígena Barrio Industrial (el 17 de mayo de 1996), Comunidad Indígena Barrio Toba-Lote 532 (el 17 de mayo de 1996), Comunidad Indígena Basail (el 10 de enero de 1996), Comunidad Indígena Campo Winter (el 1 de abril de 1996), Comunidad Indígena Costaine (el 10 de enero de 1996), Comunidad Indígena Barrio Esperanza (el 9 de mayo de 1996), Comunidad Indígena Fidelidad (el 1 de abril de 1996), Comunidad Indígena Laguna Lobos (el 17 de mayo de 1996), Comunidad Indígena Mapic (el 10 de enero de 1996), Comunidad Indígena Margarita Belén (el 10 de enero de 1996), Comunidad Indígena Nala -Sol de Mayo- (departamento Bermejo, el 1 de junio de 2001), Comunidad Aborigen Toba El Toroltay (departamento General Güemes, el 23 de mayo de 2003), Comunidad Toba Barrio Norte Río Bermejito (departamento General Güemes, el 22 de abril de 2008), Comunidad Aborigen Barrio Curishi (departamento General Güemes, el 5 de octubre de 2010), Comunidad Qom Torolshere (en Paraje Pozo del Toro, municipio de Juan José Castelli, departamento General Güemes, el 18 de abril de 2012), Comunidad Qom El Zanjón (en Paraje El Zanjón, municipio de Juan José Castelli, departamento General Güemes, el 8 de octubre de 2013), Comunidad Qom Barrio Quinta N.º 12 (en Juan José Castelli, departamento General Güemes, el 11 de marzo de 2014).

Provincia de Santa Fe
Comunidad Indígena Las Lomas (el 9 de octubre de 1995), Comunidad Aborigen de Florencia (departamento General Obligado, el 4 de octubre de 1999), Comunidad Aborigen Cotapic-El Quebracho (departamento General Obligado, el 18 de octubre de 2001), Comunidad Aborigen Quompi-Mucha Gente Aborigen (departamento General Obligado, el 8 de agosto de 2001), Comunidad Nam Qom (departamento Rosario, el 28 de febrero de 2002), Comunidad Qadhuoqte (departamento Rosario, el 1 de julio de 2004), Comunidad Aborigen Barrio Toba Cacique Francisco Moreno (departamento Rosario, el 22-de abril de 2008), Comunidad Aborigen Toba Qom Lmac’Na Alua-Tierra de los Aborigen- (departamento Rosario, el 19 de diciembre de 2008), Comunidad Toba Qomlashi Lma Nam Qom -lugar de los tobas- (departamento La Capital, el 31 de julio de 2009).

Provincia de Santa Fe (pueblos toba y mocoví)
Comunidad Aborigen Pueblo Mocoví y Toba El Pignik (departamento General Obligado, el 3 de noviembre de 2000), Comunidad Aborigen Ralagay Yogoñí -Nuevo Amanecer- (departamento Rosario, el 7 de noviembre de 2006).

Provincia de Salta
Comunidad Toba Kom Lek (en el municipio de Tartagal, departamento General José de San Martín, el 1 de septiembre de 2000).

Provincia de Formosa
Comunidad Aborigen Barrio Mitre de El Colorado (departamento Pirané, el 18 de octubre de 2001), Comunidad Aborigen de Laguna Gobernador Llaxataxay (departamento Laishí, el 5 de septiembre de 2002), Comunidad Aborigen de San Antonio Dalaxaic Ñalacpi (departamento Laishí, el 7 de enero de 2004), El Desaguadero Qanogoqui Alejo Alegre (departamento Pirané, el 14 de enero de 2004), Comunidad Alua’ Poxoyaxaic -Santo Domingo- (departamento Patiño, el 19 de octubre de 2009), Comunidad Qom Potae Napocna (departamento Pilcomayo, el 19 de agosto de 2011).
La provincia de Salta reconoció la personería jurídica en el orden provincial a comunidades tobas adicionales.
- En el departamento General José de San Martín:
  - Municipio de Embarcación: Comunidad Indígena Tobas-Misión La Loma-Embarcación (el 14 de octubre de 2003), Comunidad Aborigen Berger Jhonsen Barrio El Tanque (el 5 de junio de 2014).
  - Municipio de General Mosconi: Comunidad Aborigen Tobas Com kilómetro 3 (el 1 de agosto de 2003).
  - Municipio de Tartagal: Comunidad Aborigen Toba I (el 13 de julio de 2000), Comunidad Aborigen Etnia Toba (el 28 de diciembre de 2000), Comunidad Tobas Kom (el 24 e marzo de 2003), Comunidad El Algarrobal-Etnia Toba (el 13 de julio de 2010), Comunidad Toba Hcomlaje el 11 de febrero de 2011).
- En el departamento de Rivadavia:
  - Municipio de Santa Victoria Este: Kom Lañoko-Misión Toba (el 27 de noviembre de 2000), Comunidad Monte Carmelo-Kom Lahachaca (el 8 de octubre de 2013).

Desde 2009 la provincia de Santa Fe comenzó a registrar a las comunidades indígenas en el Registro Especial de Comunidades Aborígenes de la Provincia de Santa Fe (RECA) del Instituto Provincial de Aborígenes Santafesinos, reconociéndoles en el ámbito provincial la personería jurídica. La única comunidad toba registradas por la provincia pero no por el Renaci es:
- En el departamento Castellanos:
  - Municipio de Rafaela: Comunidad Qar Ka Ia (el 17 de noviembre de 2010)

### Paraguay
De acuerdo a los resultados del III Censo Nacional de Población y Viviendas para Pueblos Indígenas de 2012, en Paraguay viven 1939 qom, de los cuales 1718 residen en el departamento de Presidente Hayes y 121 en el departamento de San Pedro.

### Bolivia

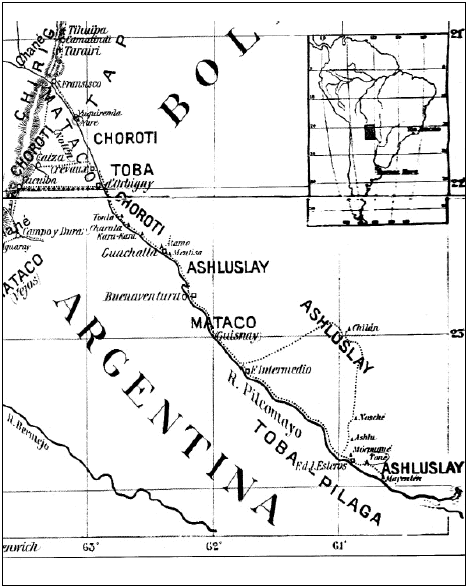
Distribución de las tribus indígenas en las regiones fronterizas entre Bolivia y Argentina en los años 1910.

En Bolivia, los tobas vivían como nómadas en los bosques entre los ríos Bermejo y Pilcomayo, desde Kururenda hasta Villa Montes. En esta última localidad se fundó en 1880 la Misión de San Francisco, con tobas, matacos (wichís) y chiriguanos. A partir de 1840 esta región comenzó a poblarse con gran cantidad de colonos ganaderos, iniciando casi de inmediato los conflictos con los indígenas de la región. En 1845 comenzaron a instalarse en la misma las primeras misiones franciscanas.
Junto con intensificación del conflicto, los tobas se unieron a los levantamientos chiriguanos de 1849, 1864 y 1874. Este último se saldó con la victoria del ejército boliviano en la batalla de Igüembe (24 de octubre de 1864 o 11 de enero de 1865, según la fuente), que tuvo como consecuencia que los chiriguanos supervivientes buscaran refugio en el territorio toba, volviéndolo en centro del conflicto. El conflicto más importante fue el dirigido por Apiaguaiqui Tumpa en 1892 y que finalizó poco después de la batalla de Kuruyuki (28 de enero de 1892), la cual resultó en una masacre para los nativos. El último levantamiento fue dirigido por el líder chiriguano Cayuguarí en 1895, pero este ya no tuvo el alcance de los anteriores. Como parte del conflicto, el 27 de abril de 1882 un grupo de tobas emboscó y asesinó al médico y explorador francés Jules Crevaux, mientras este recorría las márgenes del río Pilcomayo.
En 1912 se produjo una matanza de tobas en San Francisco por tropas del coronel Ponce, tras lo cual los supervivientes se refugiaron en Argentina y su territorio fue ocupado por los tapietes, aunque hay constancia de presencia toba en Bolivia al menos hasta la guerra del Chaco.
La población que se autorreconoció como toba en el censo boliviano de 2012 fue de 86 personas. La ley del Régimen Electoral n.º 026 en su artículo 57° parágrafo II, define a 36 naciones y pueblos indígenas originarios campesinos como “minoritarios” junto a los afrobolivianos, con el objetivo de conformar las circunscripciones especiales, pero no incluye a los tobas.

## Enlaces
- Wikimedia Commons alberga una categoría multimedia sobre Pueblo toba.
- Comunidad Toba Derqui
- Comunidad Toba La Primavera

- Datos: Q1542227
- Multimedia: Toba people / Q1542227